# Adagio (гурт)
Adagio — французький метал-гурт, заснований 2000 року гітаристом Стефаном Форте.

## Дискографія

### Студійні альбоми
- Sanctus Ignis (2001)
- Underworld (2003)
- Dominate (2005)
- Archangels in Black (2009)
- Life (2017)

### Концертні альбоми
- A Band in Upperworld (2004)